# Daniel Jensen (tuffatore)
Daniel Jensen (14 maggio 1996) è un tuffatore norvegese.

## Biografia
Si è qualificato ai campionati mondiali di nuoto di Barcellona 2013 nel concorso dei tuffi dalla piattaforma 10 metri sincro, concludendo la gara al tredicesimo posto con il connazionale Espen Valheim.
Ai Giochi olimpici giovanili di Nanchino 2014 ha vinto la medaglia d'oro nella gara a squadre miste, in coppia con Alejandra Orozco Loza.
Ha rappresentato la nazionale norvegese ai campionati mondiali di Kazan' 2015, ottenendo il quarantunesimo posto nella piattaforma 10 metri ed il diciottesimo piazzamento nella piattaforma 10 metri sincro, in coppia con Filip Devor.

## Palmarès
- Giochi olimpici giovanili

Nanchino 2014: oro nella gara a squadre miste